# Rezolucja Rady Bezpieczeństwa ONZ nr 1652
Rezolucja Rady Bezpieczeństwa ONZ nr 1652 została uchwalona jednogłośnie 24 stycznia 2006 podczas 5354. posiedzenia Rady, odbywającego się w Nowym Jorku. Posiedzenie trwało 5 minut. 
Postanowienie:
- przedłużenie mandatu Operacji ONZ na Wybrzeżu Kości Słoniowej (UNOCI) oraz wspierającego ją francuskiego kontyngentu wojskowego do 15 grudnia 2006[1].